# Исечак маказама
Исечак маказама је један уметнико- занатски поступак и искуство (Псалиграфија) а такође и цртежи који је нарочито познат у Кини.
За ту прилику се папир или други материјал са једним маказама или неким другим погодним алатом за исецање прерађује и сече тако да настају силуете или профил и који могу бити орнаментални или реалистички. Ова уметност је настала у Кини а у новије време се посебно негује у Енглеској, Француској, Холандији и нарочито у Пољској. Код нас су мајстори за ову врсту уметности ретки. Један од великих сликара Анри Матис остварио је нека дела у овој техници. Ова техника је обљубљена у Немачкој у 19. веку у доба Гетеа.

## Одабрана литература
- Ernst Biesalski: Scherenschnitt und Schattenrisse. Kleine Geschichte der Silhouettenkunst. Callwey Verlag, München 1964.
- Kirchner, Ursula / Kirchner, Otto (Hrsg.): Unterwegs Wie und Wohin? Das Motiv der Fortbewegung im Scherenschnitt. München: August Dreesbach Verlag. 2010. ISBN 978-3-940061-40-9.